# Petri Tiainen
Petri Tiainen (Lahti, 26 september 1966) is een voormalig Fins voetballer.

## Clubcarrière
Petri Tiainen werd in 1986 als middenvelder naar Ajax gehaald. In zijn overgangsjaar werd hij door de Finse voetbalbond uitgeroepen tot speler van het jaar 1986. Onder andere door een knieblessure speelde hij er slechts acht wedstrijden, waarvan vijf in zijn eerste seizoen. Tiainen was de eerste Finse voetballer die voor de Amsterdamse club uitkwam, zes jaar voor de legendarische Jari Litmanen. In 1989 keerde hij terug naar zijn vaderland.

## Interlandcarrière
Tiainen speelde gedurende zijn Ajax-periode elf keer voor de Finse nationale ploeg. Hij scoorde twee keer voor zijn vaderland gedurende zijn loopbaan. Onder leiding van bondscoach Martti Kuusela maakte Tiainen zijn debuut op 17 april 1986 in de vriendschappelijke uitwedstrijd tegen Brazilië, die met 3–0 verloren ging. Hij viel in dat duel na 83 minuten in voor Kari Ukkonen.
| Interlanddoelpunten | Interlanddoelpunten | Interlanddoelpunten | Interlanddoelpunten         | Interlanddoelpunten | Interlanddoelpunten | Interlanddoelpunten | Interlanddoelpunten |
| #                   | Datum               | Locatie             | Wedstrijd                   | Goal(s)             | Score               | Uitslag             | Wedstrijd           |
| ------------------- | ------------------- | ------------------- | --------------------------- | ------------------- | ------------------- | ------------------- | ------------------- |
| 1                   | 09/09/1987          | Helsinki            | Finland – Tsjecho-Slowakije | 83'                 | 3 – 0               | 3 – 0               | EK-kwalificatie     |
| 2                   | 12/02/1990          | Dubai               | VA Emiraten – Finland       | ?'                  | 0 – 1               | 1 – 1               | Oefeninterland      |

## Erelijst
| Competitie               |        |            |      |      |
| Competitie               | Aantal | Jaren      |      |      |
| Ajax                     | Ajax   | Ajax       | Ajax | Ajax |
| ------------------------ | ------ | ---------- | ---- | ---- |
| Europacup II             | 1x     | 1986/87    |      |      |
| HJK                      |        |            |      |      |
| Futisliiga/Veikkausliiga | 2x     | 1990, 1992 |      |      |
| My Pa-47                 |        |            |      |      |
| Suomen Cup               | 1x     | 1995       |      |      |